# Claude Beck
Dr. Claude Schaeffer Beck (Pensilvânia, 8 de novembro de 1894 — 14 de outubro de 1971) foi um médico estadunidense.
Beck foi o primeiro professor de cirurgia cardíaca dos Estados Unidos de 1952 a 1965 e efetuou a primeira desfibrilação efetiva em humano no ano de 1947, inventando, junto com James Rand, o desfibrilador.